# اتو اریش دویچ
اُتو اِریش دویچ (آلمانی: Otto Erich Deutsch؛ ۵ سپتامبر ۱۸۸۳ در وین – ۲۳ نوامبر ۱۹۶۷ در بادن بی وین) زندگی‌نامه‌نویس و موسیقی‌شناس اهل اتریش بود. او برای تدوین اولین کاتالوگ جامع آثار موسیقاییِ فرانتس شوبرت، که نخستین بار در سال ۱۹۵۱ به زبان انگلیسی، و بار دوم با تجدیدنظر در ۱۹۷۸ و به زبان آلمانی منتشر شده، شناخته شده‌است.

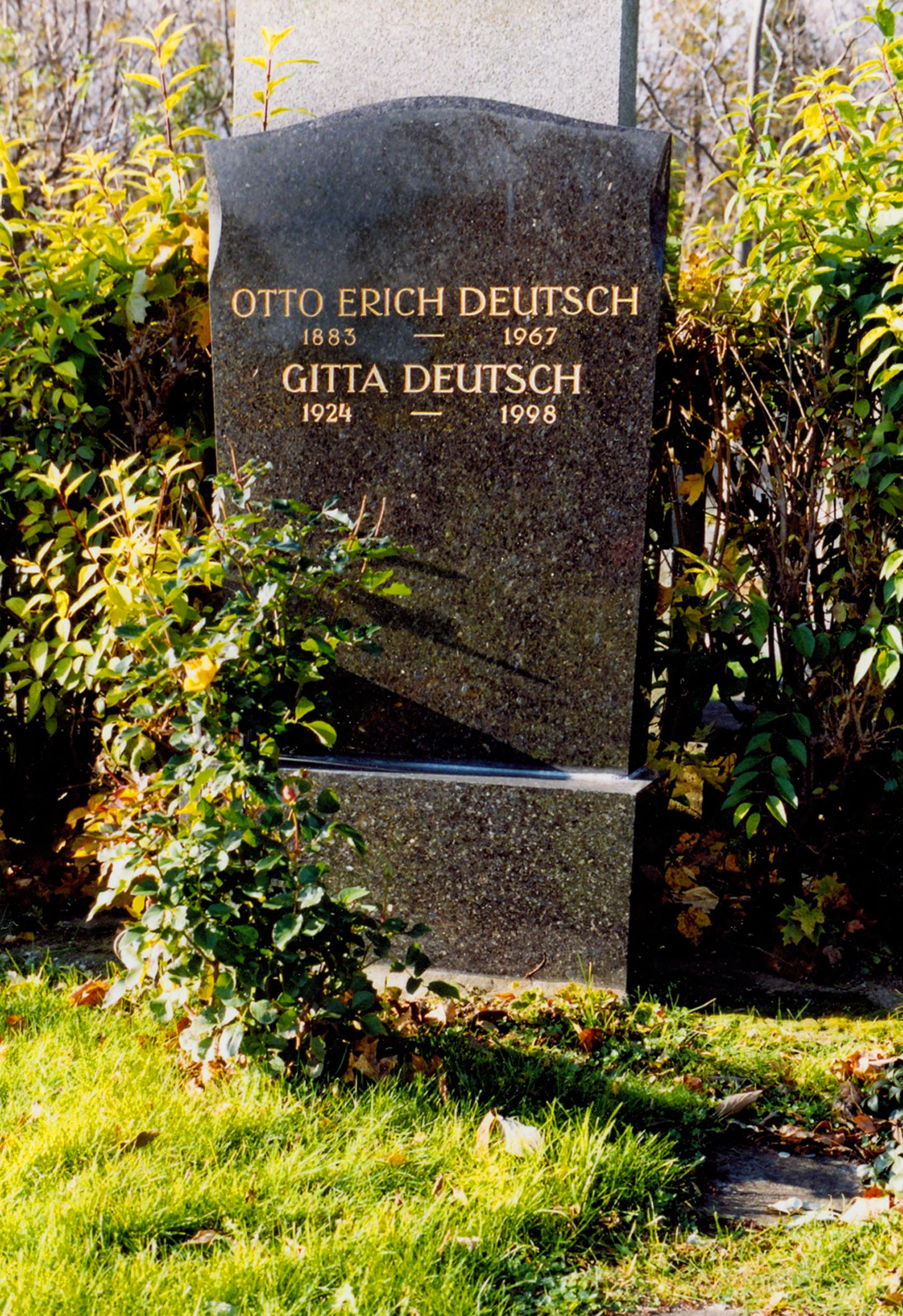
آرامگاه دویچ و دخترش